# Edward Said
Edward Wadie Said (Jeruzalem, 1. studenoga 1935. – New York, 25. rujna 2003.), palestinsko-američki intelektualac, književni kritičar i aktivist. Jedan od osnivača akademskog područja postkolonijalnih studija, kojem je bitno odredio smjer u svom najistaknutijem djelu Orijentalizam (1978). Zagovornik prava Palestinaca i kritičar cionizma. Podržavao je PLO Yassera Arafata, s kojim se razišao 1991. Predavao je englesku i komparativnu književnost na njujorškom Sveučilištu Columbia.

## Životopis
Rođen u Jeruzalemu u imućnoj obitelji arapskih kršćana. Otac Wadie Ibrahim u prvom se svjetskom ratu priključio američkoj vojsci i stekao američko državljanstvo, a nakon rata na Bliskom istoku osnovao i vodio trgovinu uredskom opremom. Majka Hilda rođena je u Libanonu. Djetinjstvo je proveo između Kaira i Jeruzalema. Rano pokazuje zanimanje za književnost i glazbu, dijelom pod utjecajem majke. Pohađa britanske i američke škole na Bliskom istoku, a sa 16 godina odlazi na studij u Ameriku. Diplomirao je na Princetonu, a magistrirao i doktorirao na Harvardu.

## Djela
- Počeci: intencija i metoda (Beginnings: Intention and Method, 1975)[6]
- Orijentalizam (1978.), preveden na hrvatski 1999.[7]
- Pitanje Palestine (Question of Palestina, 1979)
- Krivotvorenje islama: kako mediji i stručnjaci određuju način na koji vidimo ostatak svijeta (Covering Islam: How the Media and the Experts Determine How We See the Rest of the World, 1981)
- Svijet, tekst, kritičar (The World, the Text, and the Critic, 1983)
- Glazbeni prikazi (Musical Elaborations, 1991)
- Kultura i imperijalizam (Culture and Imperialism, 1993)
- Politika razvlaštenosti (The Politics of Dispossession, 1994)
- Nepripadanje (Out of place, 1999)
- Razmišljanja o egzilu (Reflections on Exile, 2001)

## Vanjske poveznice

### Sestrinski projekti
|  | Zajednički poslužitelj ima još gradiva o temi Edward Said |

### Mrežna mjesta
- (engl.) www.edwardsaid.org – Edward Said – Life and Career (životopis)
- (hrv.) Postkolonijalna kritika Hrvatska enciklopedija
- (hrv.) Edward Said: Anglo-arapski susret ili kako živjeti u dvije pustolovine, Zarez
- (hrv.) Edward Said: Razmišljanja o egzilu, Zarez
- (engl.) Britannica: Biografija Edwarda Saida
- Edward Said u internetskoj bazi filmova IMDb-u (engl.)